# Championnat de France universitaire de canoë-kayak
Le Championnat de France universitaire de canoë-kayak est organisé par la Fédération française du sport universitaire (FF Sport U). Cette compétition est accessible uniquement aux étudiants des universités et élèves des établissements d’enseignement supérieur. Le gagnant peut représenter la France à l'Universiade.